# Snabba cash II
Snabba cash II (även skrivet Snabba cash 2) är en film i regi av Babak Najafi. Filmen hade biopremiär den 17 augusti 2012. Filmen är en uppföljare till Snabba cash från år 2010 och bygger på Jens Lapidus böcker Snabba cash och Aldrig fucka upp. Filmen är andra delen i en trilogi. För manus står Peter Birro och Maria Karlsson.

## Rollista (i urval)
- Joel Kinnaman - Johan "JW" Westlund
- Matias Varela - Jorge Salinas Barrio
- Dragomir Mrsic - Mrado Slovovic
- Fares Fares – Mahmut
- Annika Ryberg Whitembury - Paola Salinas Barrio
- Madeleine Martin – Nadja
- Peter Carlberg – Misha Bladman
- Dejan Cukic – Radovan Krajnic
- Vivianne Romanos - Jamila
- Lea Stojanov - Lovisa Slovovic
- Cedomir Djordjevic - Stefanovic
- Joel Spira - Nippe
- Christopher Wagelin - Andreas
- Joseph Kasten - Bashir
- Lisa Henni – Sophie
- Ricardo Marceliono Araneda Moreno - Victor
- Prvoslav Gane Dzakovic - Ratko
- Luis Cifuentes - Rolando

## Mottagande
Snabba cash II sågs av 323 475 biobesökare i Sverige 2012 och blev det året den tredje mest sedda svenska filmen i Sverige.